# Calandrinia kalanniensis
Calandrinia kalanniensis är en källörtsväxtart som beskrevs av Obbens. Calandrinia kalanniensis ingår i släktet sidenblommor, och familjen källörtsväxter. Inga underarter finns listade i Catalogue of Life.